# Estação Ferroviária de Vila Caiz
A Estação Ferroviária de Vila Caiz é uma gare encerrada da Linha do Tâmega, que servia a localidade de Vila Caiz, no concelho de Amarante, em Portugal.

## História
Esta paragem insere-se no troço da Linha do Tâmega entre Livração e Amarante, que abriu à exploração em 21 de Março de 1909, pelos Caminhos de Ferro do Estado. Em 1927, a Companhia dos Caminhos de Ferro Portugueses recebeu a gestão das linhas do estado, tendo subalugado a Linha do Tâmega à Companhia dos Caminhos de Ferro do Norte de Portugal. Em 1947, a Companhia do Norte foi integrada na Companhia dos Caminhos de Ferro Portugueses, voltando a exploração da Linha do Tâmega a ser feita directamente pela CP.
Em 25 de Março de 2009, o troço entre Livração e Amarante foi encerrado pela Rede Ferroviária Nacional, por motivos de segurança.